# Liste des frégates françaises
Cette liste présente les frégates « modernes » ayant été en service dans la Marine française.

## Seconde Guerre mondiale
- Classe Croix de Lorraine (6 unités de la classe River de la Royal Navy)[1]
  - L'Aventure (F707) (ex-HMS Braid) 1944-1961
  - L'Escarmouche (F709)  (ex-HMS Frome) 1944-1961
  - Tonkinois (F711) (ex-HMS Moyola)  1944-1961
  - Croix de Lorraine (F710) (ex-HMS Strule) 1944-1961
  - La Surprise (F708) (ex-HMS Torridge) 1944-1964
  - La Découverte (F712) (ex- HMS Windrush) 1944-1961

## Après-guerre

### Frégates de premier rang (destroyers)
Liste des frégates françaises ayant le rang de destroyer. Leur pennant number commence par la lettre D. Les navires en service en 2025 dans la Marine nationale sont mis en évidence par une nuance de bleu.
| Classe Suffren (FLM - Frégate lance-missiles, 1967 – 2007)                            |                   |                 |
| D602                                                                                  | Suffren           | 1967 – 2001     |
| D603                                                                                  | Duquesne          | 1970 – 2007     |
| C65 Aconit (F65 ASM - Frégate anti-sous-marine, 1973 – 1997)                          |                   |                 |
| D609                                                                                  | Aconit            | 1973 – 1997     |
| Classe Tourville (F67 ASM - Frégate anti-sous-marine, 1975 – 2013)                    |                   |                 |
| D610                                                                                  | Tourville         | 1975 – 2011     |
| D611                                                                                  | Duguay-Trouin     | 1975 – 1999     |
| D612                                                                                  | De Grasse         | 1977 – 2013     |
| Classe Georges Leygues (F70 ASM - Frégate anti-sous-marine, 1979 – 2022)              |                   |                 |
| D640                                                                                  | Georges Leygues   | 1979 – 2013     |
| D641                                                                                  | Dupleix           | 1981 – 2015     |
| D642                                                                                  | Montcalm          | 1982 – 2017     |
| D643                                                                                  | Jean de Vienne    | 1984 – 2018     |
| D644                                                                                  | Primauguet        | 1986 – 2019     |
| D645                                                                                  | La Motte-Picquet  | 1988 – 2020     |
| D646                                                                                  | Latouche-Tréville | 1990 – 2022     |
| Classe Cassard (F70 AA - Frégate anti-aérienne, 1988 – 2021)                          |                   |                 |
| D614                                                                                  | Cassard           | 1988 – 2019     |
| D615                                                                                  | Jean Bart         | 1991 – 2021     |
| Classe Horizon (FDA - Frégate de défense aérienne, 2010 –)                            |                   |                 |
| D620                                                                                  | Forbin            | 2010 –          |
| D621                                                                                  | Chevalier Paul    | 2011 –          |
| Classe Aquitaine (FREMM - Frégate multi-missions, 2015 –)                             |                   |                 |
| FREMM ASM - anti-sous-marine                                                          |                   |                 |
| D650                                                                                  | Aquitaine         | 2015 –          |
| D651                                                                                  | Normandie         | 2020 –          |
| D652                                                                                  | Provence          | 2016 –          |
| D653                                                                                  | Languedoc         | 2017 –          |
| D654                                                                                  | Auvergne          | 2018 –          |
| D655                                                                                  | Bretagne          | 2019 –          |
| FREMM DA - défense aérienne                                                           |                   |                 |
| D656                                                                                  | Alsace            | 2021 -          |
| D657                                                                                  | Lorraine          | 2022 -          |
| Classe Amiral Ronarc'h (FDI - Frégate de défense et d'intervention, prévue pour 2023) |                   |                 |
| D660                                                                                  | Amiral Ronarc'h   | En armement     |
| D661                                                                                  | Amiral Louzeau    | En construction |
| D662                                                                                  | Amiral Castex     | En construction |
| D663                                                                                  | Amiral Nomy       | Prévu           |
| D664                                                                                  | Amiral Cabanier   | Prévu           |

### Frégates de second rang
- Frégates météorologiques – navires américains (classe Tacoma), achetés en 1947[2]
  - Le Verrier (1943) – en service de 1947 à 1958
  - Le Brix (1943) – passée à un armateur privé en 1952
  - Mermoz (1943) – passée à un armateur privé en 1952
  - Laplace (1944) – en service en 1947, coulé en 1950 par une mine

Liste des frégates françaises de second rang. Leur pennant number commence par la lettre F. Les navires en service en 2025 dans la Marine nationale sont mis en évidence par une nuance de bleu.
| Classe Floréal (FS - Frégate de surveillance, 1992 – ) |             |        |
| F730                                                   | Floréal     | 1992 – |
| F731                                                   | Prairial    | 1992 – |
| F732                                                   | Nivôse      | 1992 – |
| F733                                                   | Ventôse     | 1993 – |
| F734                                                   | Vendémiaire | 1993 – |
| F735                                                   | Germinal    | 1994 – |
| Classe La Fayette (1996 – )                            |             |        |
| F710                                                   | La Fayette  | 1996 – |
| F711                                                   | Surcouf     | 1997 – |
| F712                                                   | Courbet     | 1997 – |
| F713                                                   | Aconit      | 1999 – |
| F714                                                   | Guépratte   | 2001 – |

## Frise chronologique
La frise chronologique ci-dessous liste les classes de frégates en service dans la Marine nationale avec leurs périodes de service. Les classes qui comportent des bâtiments toujours en service sont en vert.